# Sydney Scotia
Sydney Scotia (* 8. September 1997 in Rochester, Minnesota als Sydney Dodick) ist eine US-amerikanische Schauspielerin und Tänzerin, die durch ihre Rolle als Geneva in der Kinderserie Die Spielzeugfabrik bekannt wurde.

## Leben
Sydney Dodick kam am 8. September 1997 Rochester im US-Bundesstaat Minnesota zur Welt. Ihr Name kommt von ihren Eltern Paula und David, die aus Sydney in Nova Scotia stammen. Sie hat einen Bruder. Im Alter von 11 Monaten zog ihre Familie nach Arizona. Sie nahm von klein auf Tanzunterricht, im Alter von 10 Jahren reiste sie nach Hongkong, um dort die Olympiagewinnerin Olga Korbut zu repräsentieren.
Sie spielte in verschiedenen Werbespots und Kurzfilmen mit, bis sie 2014 für eine Hauptrolle als Geneva Hayes in der kanadischen Kinderserie Die Spielzeugfabrik gecastet wurde.
Für diese Rolle erhielt sie einen Joey Award als beste Schauspielerin in einer Hauptrolle in einer Comedyserie.
Im selben Jahr absolvierte sie einen Gastauftritt in dem Crossover zwischen Voll Vergeistert und den Thundermans.

## Filmografie
- 2014: Voll Vergeistert (Haunted Hathaways, Episode 2x10)
- 2014: Die Thundermans (The Thundermans, Episode 2x05)
- 2014–2016: Die Spielzeugfabrik (Some Assembly Required, Fernsehserie, 57 Episoden)
- 2015: See Dad Run (Episode 3x15)
- 2016: Für immer Meerjungfrau – Es gibt sie wirklich (A Mermaid's Tale)
- 2016: Cast Off (Episode 1x02)
- 2018: Crazy Ex-Girlfriend (Episode 3x08)
- 2018: Reboot – Der Wächter-Code (ReBoot: The Guardian Code, 10 Episoden)
- 2018: Noches con Platanito
- 2019: Eat, Drink & Be Married (Fernsehfilm)
- 2022: Cruel Instruction (Fernsehfilm)
- 2022: Frank and Penelope
- 2022–2023: Pillow Talk (Fernsehserie, 17 Episoden)
- 2022: Limited Edition (Fernsehserie, 2 Episoden)
- 2023: It's a Wonderful Knife
- 2024: Return to Sender (Fernsehfilm)
- 2024: Our Holiday Story (Fernsehfilm)
- 2025: Tracker (Episode 2x10)